# 塞济亚
塞济亚（法語：Cézia，法語發音：[sezja]）是法国汝拉省的一个旧市镇，属于隆斯勒索涅区。

## 地理
塞济亚（46°21'37"N, 5°34'29"E）面积3.6 平方千米，位于法国勃艮第-弗朗什-孔泰大區汝拉省，该省份为法国东部内陆省份，北起上索恩省，西北接科多尔省，西临索恩-卢瓦尔省，南至安省，东与杜省和瑞士接壤。
与塞济亚接壤的市镇（或旧市镇、城区）包括：希塞里亚、舍米亚、瓦卢斯河畔拉旺、圣伊姆蒂耶尔、阿兰托。

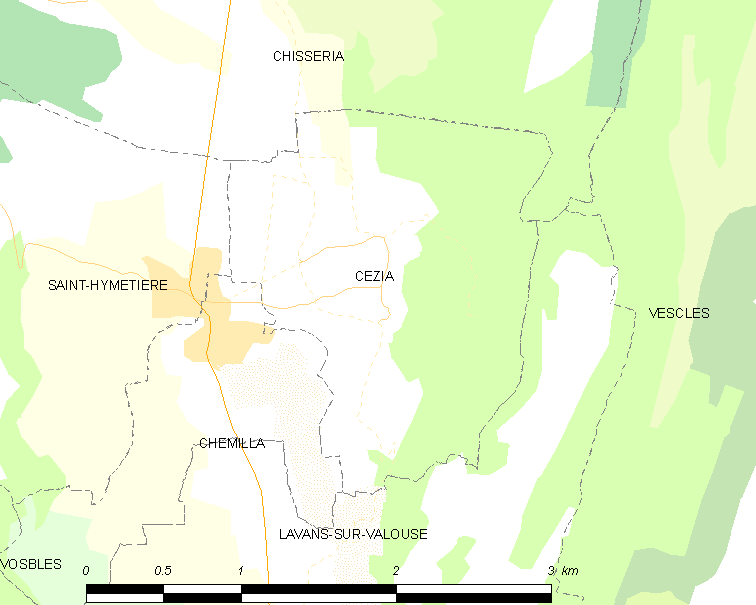
塞济亚的OSM定位图

塞济亚的时区为UTC+01:00、UTC+02:00（夏令时）。

## 行政
塞济亚的邮政编码为39240，INSEE市镇编码为39089。

## 政治
塞济亚所属的省级选区为穆瓦朗昂蒙塔涅县。

## 人口

1962-2008年间塞济亚人口变化图示

塞济亚于2015时的人口数量为69人。